# Elis (regional enhed)
 For alternative betydninger, se Elis. (Se også artikler, som begynder med Elis)
Elis eller Ilia (græsk: Ηλεία, Ileia) er en historisk region i den vestlige del af Peloponnes-halvøen i Grækenland. Den administreres som en regional enhed i den periferien Vestgrækenland. Dens hovedstad er byen Pyrgos. Indtil 2011 var det præfekturet Elis, der dækkede det samme område.
Den moderne regionale enhed er næsten sammenfaldende m ed det antikke Elis fra den klassiske periode. Her ligger ruinerne af byerne Elis, Epitalion og Olympia, kendt for de gamle olympiske lege, der startede i 776 f.Kr.

## Geografi
Det nordligste punkt i Elis er 38° 06'N, det vestligste er 22° 12′Ø, det sydligste er 37° 18′N, og det østligste er 21° 54′E. Længden fra nord til syd er 100 km, og fra øst til vest er omkring 55 km.
Den moderne regionale enhed er ikke fuldstændig kongruent med oldtidens Elis: Lampeia tilhørte det gamle Arkadien, og Kalogria er nu en del af Achaea.
Den længste flod er Alfeios. Andre floder inkluderer Erymanthos, Pineios og Neda. Alfeios, Pineios og Neda strømmer ud i Det Joniske Hav i Elis. Mindre end 1% af præfekturet består af åbent vand. størstedelen findes i kunstige reservoirer og bag dæmninger mod nord og øst. Pineios-dæmningen leverer vand til det nordlige Elis. Et andet, mindre reservoir i floden Alfeios nær Olympia og Krestena forsyner Pyrgos med vand.
Den østlige del af den regionale enhed er skovklædt med for det meste fyrretræer i syd. Der er skovreservater i Foloi og bjergkæderne i det østlige Elis. I nord ligger Strofylia-skoven, som har fyrretræer. I området ligger Bjergkæderne Movri, Divri og Minthi ligger i området, med højder omkring 720, 1.500 og 1.100 meter over havets overflade.
Omtrent en tredjedel af jorden er dyrkbar, resten er bjergrigt og ikke egnet til afgrøder. Sumpområder plejede at dække 1-1,5% af regionen, især i Samiko-området. De fleste af dem er blevet drænet til landbrugsformål; kun 10 km² (4 kvadratmil) er blevet bevaret og er nu beskyttet.
Her ligger ruinerne af Elis, Epitalion og Olympia, kendt for de gamle olympiske lege, der startede i 776 f.Kr. Der er et museum med statuer, der relaterer til Olympias historie. Et andet museum er i Elis, men det er meget lille. Klostre er spredt rundt i regionen.

### Naturkatastrofer
Elis ligger i en seismisk aktiv zone, og der forekommer flere jordskælv hvert år. Nogle af de mest markante jordskælv, der har ramt området, er:
- 1909: Jordskælv i Chavari
- 1910: jordskælv i Vartholomio
- 1920: Jordskælv i Kyllini
- 1953: Joniske jordskælv, mindre skade i Elis
- 2008: 8. juni Peloponnes jordskælv, 2 dødsfald;[2] hundredvis af beskadigede hjem og bygninger blev rapporteret i Lechaina, Amaliada og Vartholomio

Regnvejr i 2002-2003 forårsagede mudderskred, der ødelagde landsbyer og afskar nogle broer og veje. I februar 2008 ødelagde frost mange afgrøder i Manolada, Nea Manolada og Kounoupeli .
I august 2007 var der enorme skovbrande, som førte til snesevis af dødsfald og en massiv miljømæssig og økonomisk katastrofe. Det endelige tal for præfekturet var: 45 døde, 100.000 berørte  af branden, 3.500 efterladt hjemløse af branden, 25.000 døde dyr, 8.500 hektar afbrændte skove, 2.300 hektar afbrændt landbrugsjord. Det arkæologiske område Olympia var alvorligt truet, men ikke beskadiget.

## Administration
Den regionale enhed Elis er opdelt i 7 kommuner. Disse er (numre som på kortet i infoboksen): 
- Oldtidens Olympia (4)
- Andravida-Kyllini (6)
- Andritsaina-Krestena (3)
- Ilida (2)
- Pineios (7)
- Pyrgos (1)
- Zacharo (5)

### 2011 reform
Som en del af Kallikratis regeringsreform i 2011 (en) blev den regionale enhed Elis oprettet ud af det tidligere præfektur Elis (græsk: Νομός Ηλείας). Præfekturet havde samme territorium som den nuværende regionale enhed. Samtidig blev kommunerne omorganiseret, ifølge nedenstående tabel. 
| Ny kommune                            | Gamle kommuner  | Sæde            |
| ------------------------------------- | --------------- | --------------- |
| Oldtidens Olympia ( Archaia Olympia ) | Archaia Olympia | Archaia Olympia |
| Oldtidens Olympia ( Archaia Olympia ) | Lampeia         | Archaia Olympia |
| Oldtidens Olympia ( Archaia Olympia ) | Lasiona         | Archaia Olympia |
| Oldtidens Olympia ( Archaia Olympia ) | Foloi           | Archaia Olympia |
| Andravida-Kyllini                     | Andravida       | Lechaina        |
| Andravida-Kyllini                     | Vouprasia       | Lechaina        |
| Andravida-Kyllini                     | Kastro-Kyllini  | Lechaina        |
| Andravida-Kyllini                     | Lechaina        | Lechaina        |
| Andritsaina-Krestena                  | Andritsaina     | Krestena        |
| Andritsaina-Krestena                  | Alifeira        | Krestena        |
| Andritsaina-Krestena                  | Skillounta      | Krestena        |
| Ilida                                 | Amaliada        | Amaliada        |
| Ilida                                 | Pineia          | Amaliada        |
| Pineios                               | Gastouni        | Gastouni        |
| Pineios                               | Kavasila        | Gastouni        |
| Pineios                               | Vartholomio     | Gastouni        |
| Pineios                               | Tragano         | Gastouni        |
| Pyrgos                                | Pyrgos          | Pyrgos          |
| Pyrgos                                | Volakas         | Pyrgos          |
| Pyrgos                                | Iardanos        | Pyrgos          |
| Pyrgos                                | Oleni           | Pyrgos          |
| Zacharo                               | Zacharo         | Zacharo         |
| Zacharo                               | Figaleia        | Zacharo         |

## Historie
I den klassiske oldtid var Elis en selvstændig stat, centreret om byen Elis og omfattede helligdommen ved Olympia, hvor de antikke olympiske lege blev afholdt mellem 776 f.Kr. og 394 AD. Efter 146 f.Kr. var Elis en del af provinsen Achaea i Romerriget. I folkevandringsperioden. Efter den endelige deling af Romerriget i 395 blev Elis styret af Det Byzantinske Rige.
I kølvandet på det fjerde korstog etablerede korsfarere fra Vesteuropa (traditionelt omtalt som frankere i det sydøstlige Europa) fyrstedømmet Achaea på det besejrede byzantinske riges territorium, inklusive Elis. De byggede slotte som Chlemoutsi. Fyrstendømmet varede fra 1204 til 1460, da det blev erobret af det osmanniske rige.
Det Osmanniske Rige regerede det meste af Grækenland indtil den græske uafhængighedskrig i 1821. Den venetianske republik kontrollerede nogle få kystbyer i 1490'erne, begyndelsen af det 16. århundrede og fra 1686 til 1715.
Som en del af det uafhængige Grækenland oplevede Elis et økonomisk og landbrugsmæssigt opsving i de første årtier efter uafhængighedskrigen. Der blev bygget huse, og Pyrgos blev et regionalt centrum. Ligesom det meste af Peloponnes var området upåvirket under Første Verdenskrig . Som et resultat af den græsk-tyrkiske krig (1919-1922) bosatte græske flygtninge fra Lilleasien sig i bl.a. området omkring Amaliada.
Anden Verdenskrig ramte dele af Elis, huse blev beskadiget, hvilket efterlod folk hjemløse, og bagefter forårsagede den græske borgerkrig flere ødelæggelser og økonomisk tilbagegang. Tilbagekomsten til demokrati efter den græske militærjunta 1967-1974 og Grækenlands tilslutning til De Europæiske Fællesskaber i 1981 stimulerede økonomisk udvikling og forbedring af infrastrukturen.